# Каревич, Луис
Луис Франсиско Каревич Кубильос (исп. Luis Francisco Carevic Cubillios; 20 августа 1952, Сантьяго — 23 апреля 1979, Сантьяго) — офицер чилийской армии, прикомандированный к тайной полиции СЕНИ. Погиб при обезвреживании взрывного устройства, заложенного боевиками MIR. В годы правления военной хунты считался национальным героем. После восстановления демократического строя Национальная комиссия правды и примирения признала Каревича жертвой нарушения прав человека, что стало редким случаем, когда такой статус получил сторонник генерала Пиночета.

## Служба
Родился в семье хорватского происхождения. Дед Луиса Каревича перебрался с острова Брач в Антофагасту менее чем за полвека до рождения внука. Родители переехали в Сантьяго. Среднее образование Луис Каревич получил в столичном лицее. В 1969 поступил в Военное училище имени Бернардо О’Хиггинса. Был воспитан в семейной традиции национализма и антикоммунизма.
В 1972 субэнсин (подпрапорщик) Луис Каревич поступил в чилийскую армию в качестве военного инженера. Специализировался на применении взрывных устройств. Служил в различных пехотных и горнострелковых частях. Получил звание лейтенанта. Был женат, дочь и внук родились после его смерти.
Луис Каревич поддержал правый военный переворот 11 сентября 1973 и свержение правительства Альенде. Был решительным сторонником генерала Пиночета. В 1974 стажировался в Школе Америк. В 1977 как специалист по взрывному делу прикомандирован к тайной полиции — Национальному центру информации (СЕНИ). Функцией лейтенанта Каревича в СЕНИ являлось обнаружение и обезвреживание взрывных устройств. О непосредственной причастности Каревича к политическим репрессиям сведений в источниках нет.

## Гибель
Утром 23 апреля 1979 около казарм СЕНИ на авенида Санта-Мария обнаружилось самодельное взрывное устройство с инициирующей системой таймерного типа. Опергруппу возглавил лейтенант Каревич. Он частично дезактивировал устройство. Сбросить СВУ решили в реку Мапочо. 
Непредвиденно включился дублирующий таймер, вновь возникла угроза взрыва. Луис Каревич среагировал стремительно: приказал подчинённым немедленно отойти и с СВУ в руках один побежал к реке. Произошёл взрыв. Каревич погиб на месте.
Расследованием было установлено, что СВУ заложили ультралевые боевики. Левое революционное движение (MIR) вело подпольную вооружённую борьбу против военного режима.
Власти характеризовали лейтенанта Каревича как героя. Похороны имели государственный статус. 10 сентября 1979 Правительственная хунта Чили приняла декрет-закон о посмертном присвоении Луису Каревичу армейского звания капитан и социальном обеспечении его семьи. Этот акт подписали все члены хунты — генералы Аугусто Пиночет, Фернандо Маттеи, Сесар Мендоса и адмирал Хосе Торибио Мерино, а также министр обороны генерал Рауль Бенавидес.

## Память
Спецслужбы чилийской хунты имели одиозную репутацию. ДИНА и СЕНИ ассоциировались с политическими репрессиями, тайными убийствами, жестокими пытками, ограблением в Каламе. Мануэль Каревич, старший брат Луиса Каревича, служил в ДИНА, СЕНИ и ДИНЕ и впоследствии был осуждён за нескольких «пропавших без вести». На этом фоне образ 26-летнего сотрудника СЕНИ, ценой своей жизни предотвратившего теракт, имел для режима Пиночета важное политико-имиджевое значение. 
Чилийские власти и сторонники хунты превозносили подвиг Луиса Каревича. В его честь ультраправые активисты назвали одну из своих группировок Comando Carevic. Имя Каревича стало известно в мире. Даже советская пропаганда упоминала «пиночетовского карателя, погибшего по собственной глупости, но выдаваемого хунтой за героя». О реальных обстоятельствах гибели Каревича, теракте и самопожертвовании советские авторы умалчивали.
После восстановление демократии в Чили 1990-х установлением истины о репрессиях занималась Комиссия Реттига. По итогам её работы Луис Каревич был назван жертвой политического террора и нарушения прав человека. Редкий случай, когда так квалифицировался не противник, а сторонник Пиночета.
Луис Каревич малоизвестен в современной Чили. Симпатизирующие ему авторы называют Каревича «забытым героем». Но акции памяти проводят бывшие сослуживцы и сокурсники по военному училищу. На стене училища висит портрет Каревича. В мероприятиях участвуют вдова Марджори, брат-предприниматель Алехандро, заявления из тюрьмы публикует брат Мануэль.